# Isabel Maria da Áustria
Isabel Maria da Áustria (nome completo: Elisabeth Marie Henriette Stephanie Gisela von Österreich; Laxemburgo, 2 de setembro de 1883 — Viena, 16 de março de 1963), conhecida como Arquiduquesa Vermelha, por conta de seu envolvimento no Partido Social-Democrata Austríaco, foi uma arquiduquesa da Áustria, filha do príncipe-herdeiro Rodolfo da Áustria e Estefânia da Bélgica, sendo neta paterna do imperador Francisco José I da Áustria e materna do rei Leopoldo II da Bélgica.

## Primeiros anos

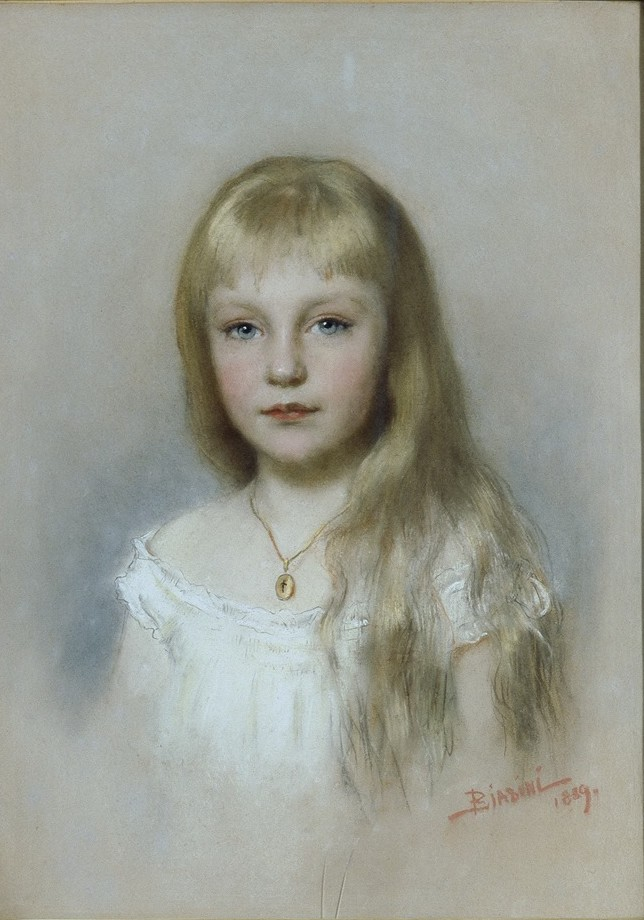
Retrato de Isabel em 1889

Nascida em 1883 como Isabel Maria Henriqueta Estefânia Gisela (em alemão: Elisabeth Marie Henriette Stephanie Gisela von Österreich) a pequena arquiduquesa era a única filha de Rodolfo, o príncipe herdeiro da Áustria, e sua esposa, a princesa Estefânia da Bélgica. Mas apesar de Isabel Maria ter nascido em berço de ouro, ela também encontrou um mundo de dificuldades. A pedido da mãe de Rodolfo, que achava que Estefânia não era suficientemente boa para o seu filho, Rodolfo começou a detestar a sua noiva. Com o tempo, Estefânia devolveu o favor. Quando se trata desse casal, "família infeliz" é um eufemismo. Os pais de Isabel eram conhecidos por não se darem bem. As coisas eram suficientemente decentes para terem um filho, mas depois de Isabel nascer, as coisas começaram a azedar para o casal real. As opiniões liberais de Rodolfo dificultaram a sua relação com quase toda a gente e Estefânia não foi propriamente bem-vinda pelos seus sogros imperiais. Sem surpresa, ambos estavam tendo casos amorosos.
Isabel era filha única, mas isso não aconteceu porque era a intenção dos pais. Em vez disso, a razão era muito mais sinistra. Após o nascimento de Isabel Maria, seu pai, Rodolfo, contraiu gonorreia que ele então transmitiu para sua esposa. Com isso, as chances de Isabel ter irmãos oficialmente terminaram. A gonorreia levou Estefânia a se tornar estéril. O apelido de Isabel era Erzsi, um diminutivo para seu nome húngaro, Erzsébet.

### Incidente em Mayerling

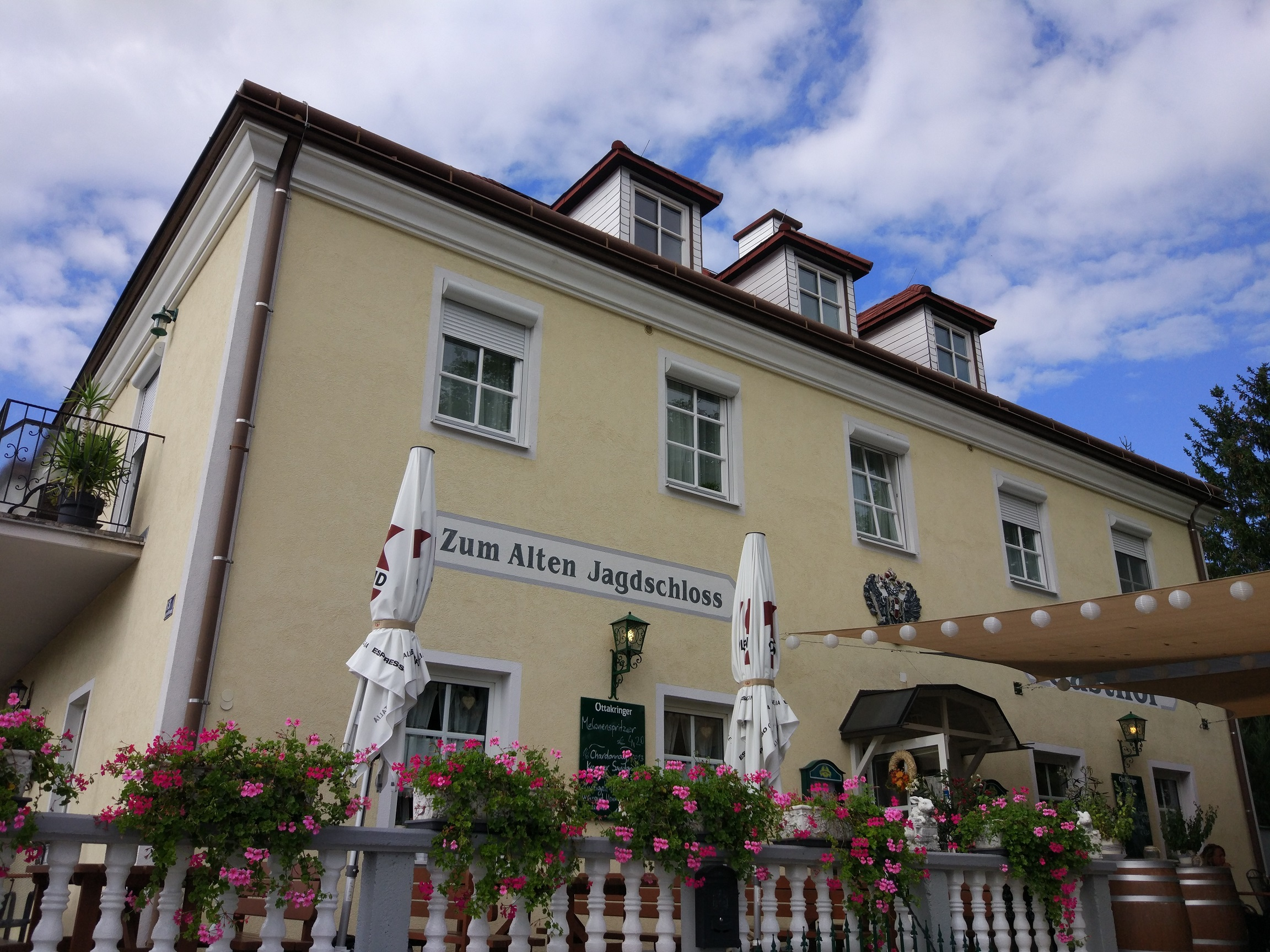
Hotel Mayerling, onde o pai de Isabel Rodolfo e sua amante Maria Vetsera se suicidaram.

No final de Janeiro de 1889, o pai de Isabel, Rodolfo, e a sua jovem amante, Maria Vetsera foram para a cabana de caça de Mayerling; Rodolfo tinha arranjado um dia de filmagens. Mas quando seu criado foi despertá-lo naquele dia, ele encontrou a porta trancada e a câmara interna silenciosa. Sabendo que algo estava errado, o homem teve que arrombar a porta para abri-la. O que ele viu fez seu sangue correr frio. O príncipe herdeiro Rodolfo e a baronesa Maria Vetsera estavam ambos mortos no que se acredita ter sido um pacto suicida. É conhecido na história como o Incidente de Mayerling.
A perda do pai de Isabel teve consequências para mais do que apenas a família real, também teve um enorme impacto no curso da história. Primeiro, desestabilizou completamente o país e causou conflitos crescentes. Além disso, com a morte de Rodolfo, a coroa austríaca teve que lutar para encontrar o herdeiro masculino necessário para a sucessão real. Como resultado, a coroa passou para o irmão de Francisco José I, e depois para o seu filho mais velho, um homem que entraria para a história da pior maneira possível: a morte de Rodolfo abriu o caminho para o arquiduque Francisco Fernando, o homem cujo assassinato começou a Primeira Guerra Mundial. Neste sentido, o fim de Rodolfo não foi apenas a tragédia pessoal de um homem apaixonado, mas o fim do mundo como os vitorianos o conheciam. Foi neste mundo instável que a pequena Isabel Maria teve de crescer, e sem um pai. Após a perda de Rodolfo, seu pai Francisco José assumiu oficialmente como guardião de Isabel Maria. Felizmente, apesar de Estefânia não se dar bem com Isabel, o seu avô Francisco adorava a jovem menina Isabel.  Para garantir que ela ficasse por perto, ele foi a um extremo perturbador. Proibiu oficialmente a mãe de Isabel, Estefânia, de deixar a Áustria com a filha. Se Estefânia quisesse sair da cidade, teria de abandonar a filha.

## Arquiduquesa Vermelha
Na história, a Arquiduquesa Isabel Maria não se chama Erzsi. Em vez disso, ela é mais conhecida como "A Arquiduquesa Vermelha", um apelido que ela ganhou devido à sua política radical. A arquiduquesa fez ondas quando prometeu sua lealdade ao Partido Social-Democrata Austríaco. Para entender como as coisas mudaram radicalmente durante a vida de Isabel Maria, basta olhar para os acontecimentos devastadores que se abateram sobre a sua terra natal. Quando Isabel nasceu em 1883, entrou para o Império Austro-Húngaro. Na época de sua morte, em 1963, o mesmo território foi chamado de nova República Austríaca. De todo o escândalo e drama em sua vida, o arco definidor do tempo da Arquiduquesa na terra foi o declínio e a queda do Império Habsburgo o que também significou o colapso de sua própria família. Um evento particularmente sinistro ocorreu quando a pequena Isabel tinha apenas cinco anos de idade. Moldaria a sua vida e prenunciaria a desgraça que a família imperial, e em breve toda a Europa, enfrentaria.

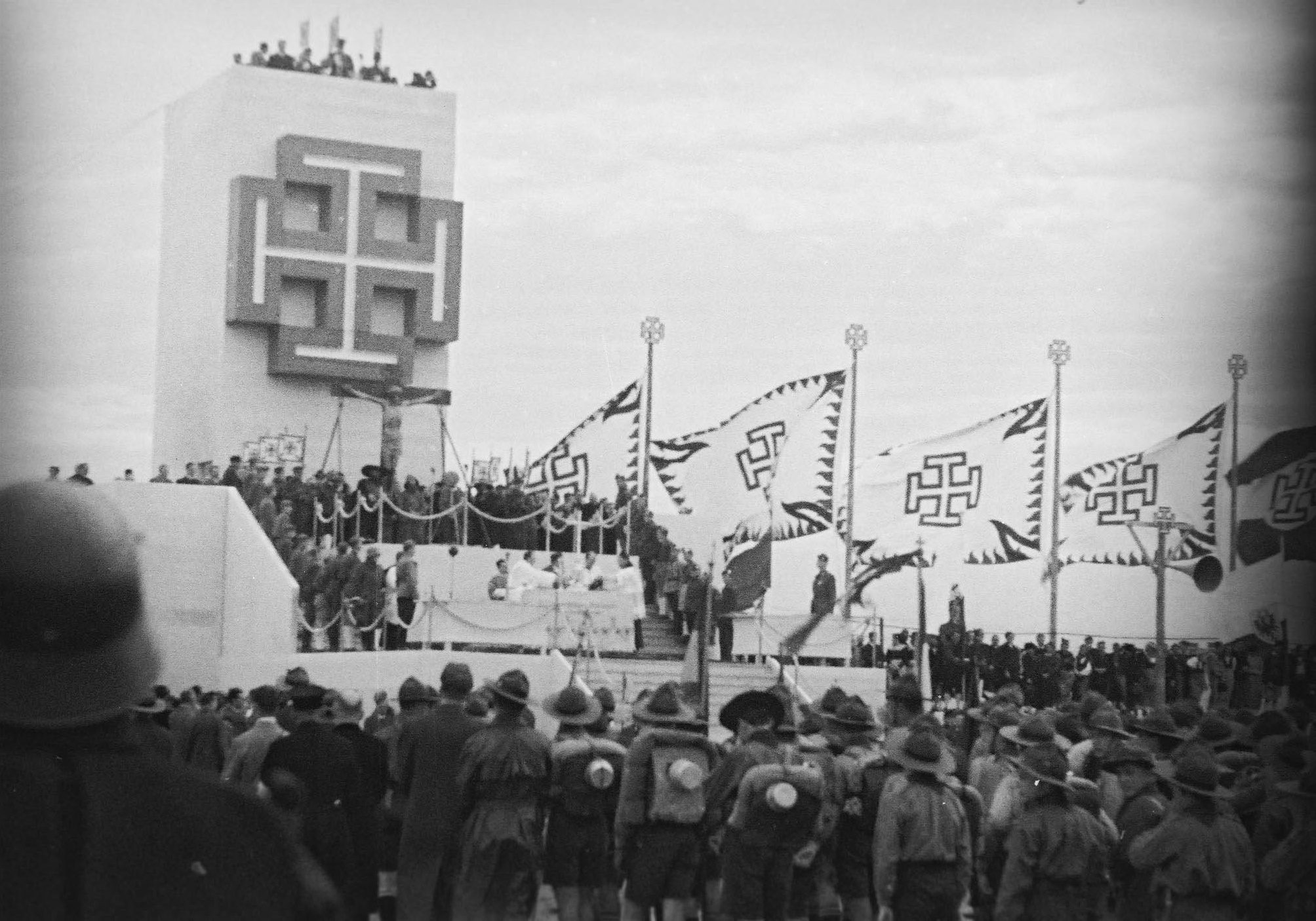
Movimento Patriótico Austríaco de caráter nacionalista autoritário e autocrático no qual Isabel agiu fortemente contra.

A reputação de Erzsi como uma socialista só cresceu quando ela amadureceu. Embora a sua personalidade seja o que o seu avô, o Imperador Francisco José, mais apreciava nela, foi também o que a levou a questionar e interrogar elementos fundamentais da sociedade austríaca. Sua natureza curiosa levou-a a questionar a corte vienense, e ela rapidamente se opôs à sua pompa. Por outras palavras, Isabel não estava satisfeita seu status e não tinha medo de mostrar. Em seguida, a herdeira do trono Habsburgo fez seu movimento mais ousado ainda e em 1921 se juntou ao Partido Social-Democrata de esquerda, vendendo cravos de papel vermelho no desfile do Primeiro de Maio.

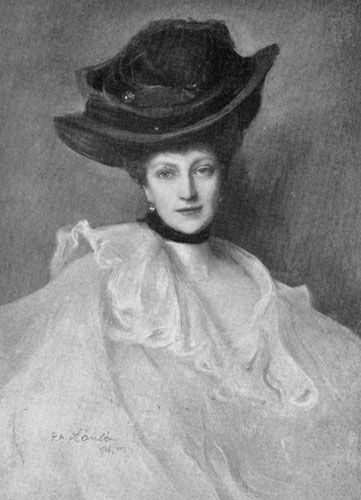
Arquiduquesa Isabel Maria da Áustria por Philip de László em 1906

Formados em 1898 para defender a reforma e representar os interesses da classe camponesa, no rescaldo do império, os social-democratas entraram em um governo de coalizão com os socialistas, presidindo sobre uma riqueza muito necessária de novas leis sociais e trabalhistas, hospitais, escolas, bibliotecas e projetos habitacionais, resistindo às tentativas de golpe tanto da extrema esquerda quanto da extrema direita com a ajuda de sua ala paramilitar a Guarda de Defesa Republicana. Os sociais-democratas foram o brinde da esquerda europeia. Prova de que, ao contrário dos horrores da Rússia bolchevique, o progresso e a reforma poderiam vir das urnas e não do cano da arma.
Agora apelidada de "a Arquiduquesa Vermelha", Isabel Maria começou a ter um caso com Leopoldo Petznek, o presidente casado do escritório de auditoria do partido e membro do Landtag da Baixa Áustria (o parlamento regional), e eles marcharam lado a lado em comícios. Eventualmente, a nova família real do socialismo austríaco mudou-se em 1929 para uma vila em Hütteldorf, fora da cidade. Ativa na angariação de fundos (e doando muito de seus próprios cofres), o movimento das mulheres, a organização socialista das crianças e até mesmo como conselheira socialista em Viena, a única filha de Rodolfo, Príncipe Herdeiro da Áustria foi tida em alta consideração nos improváveis novos círculos em que se movia. Alguns, ela lembrou, até se esqueceram e se dirigiram a ela como "Alteza Real."

Tal como o seu vizinho do Norte,a Alemanha de Weimar, esta era de felicidade do centro-esquerda não podia aguentar. Responsabilizados pela ação industrial, eles foram incapazes de controlar e alertar os medos da burguesia, graças à sua retórica intransigente da luta de classes, ambos os lados do espectro político encontraram-se em estragar para uma luta. Em um momento de suprema ironia, um ano antes de Adolf Hitler chegar ao poder na Alemanha, Engelbert Dollfuss e sua Frente Patriótica assumiram o controle do governo austríaco. Os membros da Frente Patriótica eram fascistas, sim, mas eles tinham muito mais em comum com a ideologia corporativista de Mussolini do que o Nacional Socialismo de Hitler, eles eram partidários firmes da Igreja Católica, eram profundamente resistentes à influência da "Alemanha protestante" e os seus agentes, o ramo austríaco do Partido Nazi. Os opositores ao novo regime foram reunidos em 1933, a começar pelos comunistas, mas depois os sociais-democratas entre eles Petznek e, no outro extremo do espectro político, os nacional-socialistas. No ano seguinte, eles pagaram o favor e Dollfuss foi assassinado por nazistas austríacos que invadiram o edifício do parlamento em uma tentativa de golpe, deixando Kurt Schuschnigg, chanceler e a Frente Pátria, em uma posição cada vez mais precária. Schuschnigg até abriu negociações com os social-democratas para tentar evitar os avanços do cada vez mais confidente Terceiro Reich, mas tudo foi em vão. A saúde de Petznek sofreu, talvez pelo estresse. Em um artigo no Philadelphia Inquirer em uma página cheia de notícias sombrias da Europa Central Erzsi atacou o mundo que tinha tratado seu amado tão cruelmente:
"Receio que a monarquia possa ser restaurada na Alemanha e na Áustria. Creio que uma República Democrática é a melhor forma de governo e de ditadura abominável, representada, por exemplo, pelo Chanceler Hitler. Eu não pretendo ser ativo na política mais e no presente, mas têm um interesse e que é o meu marido doente."
Ela acrescentou que:
"Nada conta, mas o amor e as pessoas vão perceber novamente, embora o ódio reine no mundo no presente."
Isabel também conheceu Bruno Kreisky, futuro chanceler da Áustria. Sessenta anos depois, Kreisky recordou Isabel durante a primeira conferência do Partido Social-Democrata da Áustria que ele frequentou, Kreisky notou a linda princesa vermelha [...] um fenômeno interessante, uma das netas mais lindas de Francisco José...".

## Família

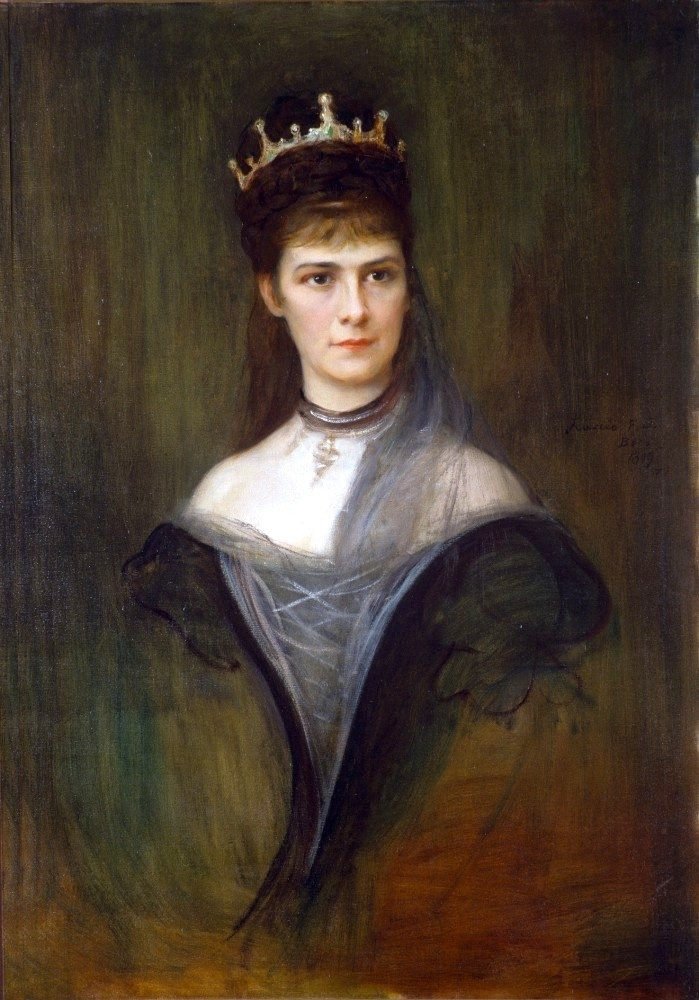
A avó famosa de Isabel, Isabel da Baviera Imperatriz da Áustria, de quem recebe seu nome.

### Relacionamento com Sissi
Enquanto Isabel tinha uma relação próxima com o avô, a sua relação com a avó era uma história completamente diferente. Sua avó era a trágica Imperatriz Isabel, uma mulher cuja grande beleza lhe rendeu fama bem como grande vaidade. Porque a imperatriz não queria se identificar como uma velha avó, ela tirou suas inseguranças em seu neto. Ela não manteve uma relação próxima com nenhum de seus netos, incluindo sua própria homônima, a pequena Isabel.
Tal como o seu filho Rodolfo, a Imperatriz Isabel teve um fim terrível. Quando o anarquista Luigi Lucheni soube que Isabel estava na cidade com um nome falso, ele concebeu um plano arrepiante. Lucheni encontrou a Imperatriz caminhando em direção a sua carruagem, quase inteiramente sozinha. Ele subiu, olhou sob o guarda-sol, e atingiu-a no coração com uma agulha de quatro polegadas bruto. Dentro de momentos, ela entrou em colapso e morreu. A Imperatriz tinha sido assassinada. Mas para a pequena Isabel Maria, isso foi apenas o começo de uma revelação de cair o queixo. Mesmo depois da morte chocante da imperatriz Isabel, a relutante avó ainda conseguiu surpreender a sua família. Apesar de ser fria e distante de sua neta Erzsi, a imperatriz deixou-lhe quase toda a sua herança.

### Relacionamento com Estefânia
Depois de o pai e a avó da sua filha terem passado de forma tão violenta, seria de pensar que Estefânia se esforçaria no departamento de mães e tentaria consertar as coisas com a Isabel Maria. Em vez disso, a princesa Estefânia concentrou suas atenções em um novo pretendente controverso: O conde húngaro Elemer Lonyay. Em 1900, Estefânia chocou o mundo ao anunciar que renunciaria ao seu título real para se casar com o seu novo marido. O casamento causou uma grande controvérsia, e não apenas porque significava que Estefânia estava abandonando a coroa. Não só Elemer Lonyay era significativamente mais jovem do que sua noiva rica, como também era protestante. Muitos desaprovavam a sua relação, incluindo Isabel, que sentia que a sua mãe estava a trair o seu pai ao casar com o conde. Com o tempo, Isabel foi a extremos perturbadores para mostrar à mãe o quanto ela desaprovava.
A já tensa relação mãe-filha de Isabel e Estefânia começou a regredir com boa-vida, brigas e distância. Mas quando Estefânia se casou com o segundo marido, Isabel levou as coisas para o próximo nível. Ela estava tão chateada que ela cortou todo o contato com sua mãe e se recusou a manter qualquer tipo de relacionamento com ela. Em retaliação, Estefânia trairia a própria filha com um gesto totalmente brutal. Quando uma herança se fecha, outra se abre Isabel magoou a mãe ao cortar o contato, por isso Estefânia combateu o fogo com o fogo. Ela retaliou deserdando impiedosamente a sua própria filha.
Isabel Maria conhecida carinhosamente como Erzsi, o diminutivo húngaro de Erzsébet não a teria seguido mesmo que pudesse, vendo a nova vida da mãe como uma traição ao pai aparentemente alheia ao facto de o seu amado pai a ter traído primeiro. Rodolfo uma vez observou que Erzsi era "a única coisa que restará de mim." Ele seria provado mais certo do que ele percebeu.

## Casamento
De duas maneiras principais a história se repetiria para Isabel Maria, mas desta vez a sequência de eventos seria sutilmente diferente. Ela renunciaria ao seu lugar na linha de sucessão para se casar por amor (esta linha mais organizada colocaria o sobrinho de Francisco José, o abrasivo Arquiduque Francisco Fernando, firmemente na linha de fogo em 1914), e um casamento terminaria com os sons de tiros de pistola em um quarto. O primeiro evento em 1902 não é tão romântico quanto parece. Ficando apaixonado pelo Príncipe Otto Weriand von Windisch-Grätz em um baile, o objeto despretensioso da sua luxúria viu-se forçado a casar (e forçado a sair do noivado em que já estava) pelo avô da sua noiva, que deixou cair a bomba do facto consumado numa carta formal de felicitações.

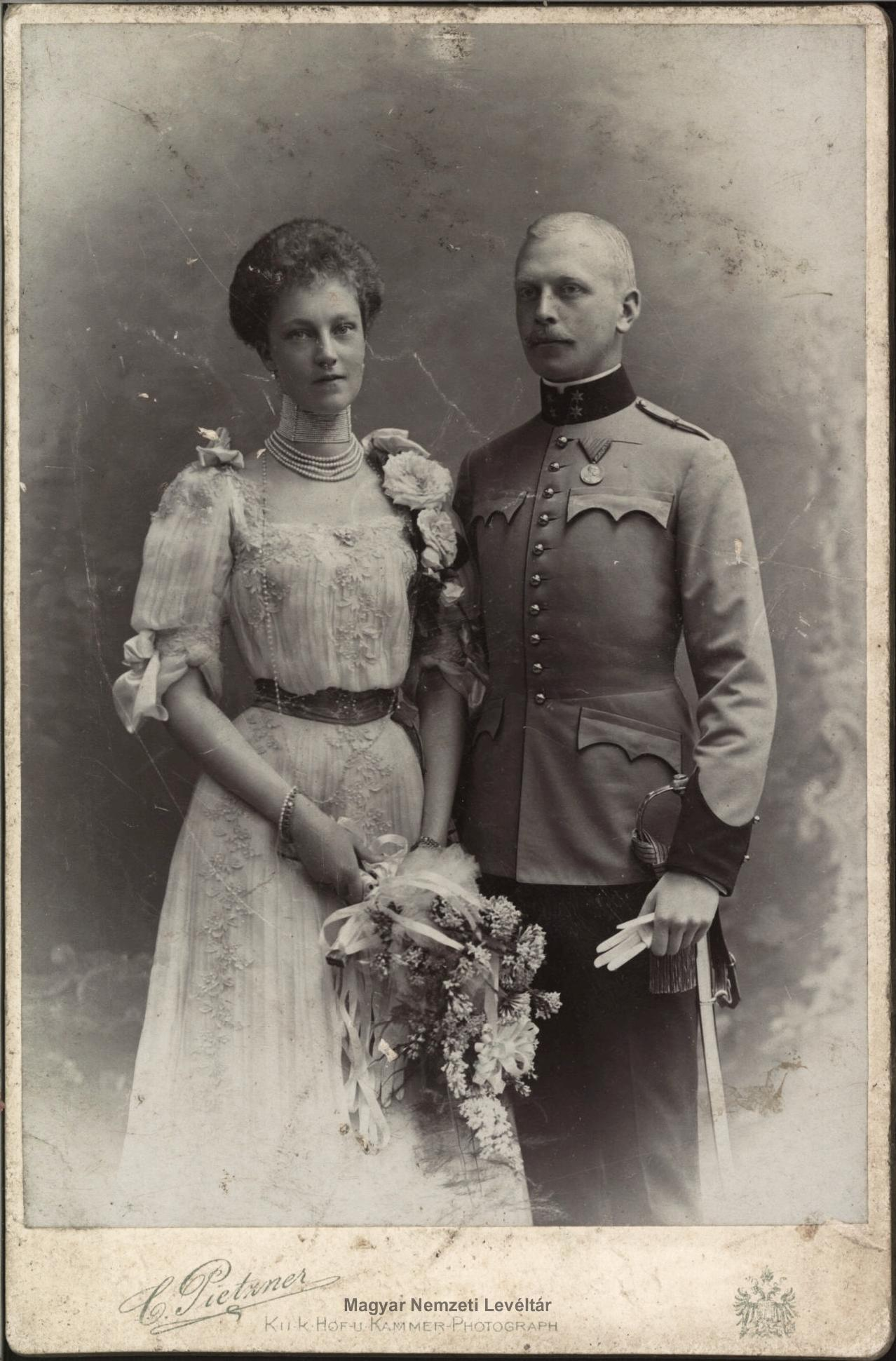
Isabel é seu primeiro marido Otto de Windisch-Graetz no anúncio do seu casamento em janeiro de 1902.

Obviamente infeliz, Otto começou a ter um caso com Louise Ziegler, uma "esbelta, bela" cantora/atriz francesa de ópera "a cujos pés estavam metade da juventude dourada de Praga." Descobrindo sua união ("possivelmente de algum pretendente decepcionado da atriz" especula o San Francisco Call alegremente), a jovem de 20 anos de idade Isabel Maria invadiu o apartamento do príncipe no palácio, determinado a tê-lo para fora. Um criado, que jurou proteger a privacidade do mestre, bloqueia-lhe o caminho. Obviamente, sofrendo com o conflito no dever entre o mestre e a amante, ele é prontamente absolvido dele quando ela puxa um revólver de ouro e abre fogo. A pobre serva foge então por segurança pelo corredor. Irrompendo no quarto de dormir, Isabel Marie atira na atriz no peito. George Greville Moore lembrou:
"Todo o caso causou uma sensação dolorosa na Corte em Viena, embora tenha sido abafado como a maioria dos eventos do tipo são."
De fato, os jornais que relataram a tragédia eram em grande parte simpatizantes da jovem arquiduquesa, enquanto atrás da cortina nesta pantomima Habsburgo de 27 anos, Ziegler morreu de seus ferimentos. Sem a desaprovação do imperador e a dignidade de um império para manter, não havia mais necessidade de manter as aparências, e Isabel Maria e Otto se separaram. A morte de Ziegler tinha derrubado a cortina do seu falso casamento e agora ambos estavam tendo casos abertamente, com Isabel Maria infamemente vendo Egon Lerch, um capitão de submarino. O resultado foi uma batalha de custódia amarga para seus quatro filhos: Francisco José, Ernesto, Rodolfo e Estefânia. Ela pode ter sido infeliz, mas Erzsi era pelo menos fantasticamente rica. Ela tinha suportado um relacionamento gelado com sua avó emocionalmente distante e homônima, a imperatriz Isabel. Uma beleza de cortar o coração em sua época, cuja vaidade gritava por ser considerada uma avó, Isabel, no entanto, deixou suas joias consideráveis para Isabel Maria quando ela conheceu seu fim prematuro em 1898, esfaqueada por um anarquista na rua. Da mesma forma, quando Francisco José I finalmente desistiu do fantasma em 1916 dois anos antes do fim do conflito catastrófico que ele havia começado as consideráveis propriedades privadas do imperador foram divididas entre suas duas filhas e sua amada neta. Se Otto pensou que finalmente teria vantagem agora que sua amarga noiva não tinha o peso do Imperador Francisco José para apoiar todos os seus caprichos, ele estava muito enganado. À medida que a longa batalha de custódia se desenrolava nos tribunais (o que tradicionalmente favorecia o pai na Áustria profundamente conservadora), ele apareceu na sua vila apenas para encontrar um grupo de socialistas armados bloqueando seu caminho. Ele saiu de mãos vazias, e as crianças permaneceram com a mãe. Alguns anos mais tarde, o diplomata e historiador britânico John Wheeler-Bennett viu-se fascinado pela justaposição:
"Onde as relíquias de seu passado jostled com a evidência de sua vida atual. A literatura revolucionária e uma caixa de rapé imperial ocuparam prateleiras contíguas."
Reportando sobre a situação política em Viena em 1932, um repórter do New York Evening Post lembrou:
"Foi há muitos anos, em um primeiro de Maio, que assisti a uma manifestação do Dia do Trabalho dos sociais-democratas, na varanda da Câmara Municipal, agora governada por um conselho municipal social-democrata. Um pouco mais longe de mim, bem perto do prefeito Seltz, havia uma mulher muito alta, elegante e distinta. Embora simplesmente vestida, ela usava suas roupas com uma indiferença aristocrática, e sua figura alta e delgada ordenou aviso prévio."
A política de Erszi logo influenciou sua vida em casa também:
"A Princesa Vermelha conduziu a educação de seus filhos em um espírito socialista. Ela teve quatro filhos e tentou durante os últimos quatorze anos educá-los de uma forma que correspondesse à posição de seu partido. O pai dos filhos, o príncipe Otto von Windisch-Grätz, viu com dúvidas esta tentativa da mãe"

### Relacionamento com os filhos
A discórdia também estava a crescer em casa. A obstinada adesão de Erzsi aos seus principais marxistas tornou-se um ponto de discórdia com a família e eles logo fugiram de sua órbita consumista. O New York Evening Post narrou a crise em agosto de 1933: Ela tentou criar seus filhos nesse espírito, mas aparentemente sem sucesso. Dois dos filhos saíram de casa, e o Príncipe Ernesto é agora agente de um comerciante de vinho, enquanto o Príncipe Francisco José é assistente num posto de gasolina americano. A princesa Estefânia deixou a casa de sua mãe no final do ano passado e foi para a Bélgica, onde foi aceita pela família real belga. Estefânia casou-se com a aristocracia belga, e seu pedido de dote de sua mãe foi terminantemente recusado, iniciando uma guerra de palavras na imprensa internacional. Erzsi afirmou que ela não tinha sido convidada para o casamento em Bruxelas, enquanto Estefânia alegou que ela se recusou a ser convidada: 
"A [família] deu uma declaração aos jornais que a princesa Isabel Windisch-Grätz estava negligenciando seus filhos por causa de seu caso de amor com o funcionário socialista Petznek; que ela possui uma enorme casa de cortiço perto da ópera de Viena, que traz seu aluguel suficiente; além disso, que ela herdou de Francis Joseph a propriedade em Schoenau, que ela vendeu, mas que os rendimentos foram cuidadosamente investidos. Também foi afirmado que, apesar de suas visões socialistas, ela vive em grande luxo em uma vila na Auhof Strasse em Viena, cercada por tesouros de arte rara que representam um enorme valor."
Com o Anschluss em 1938, as últimas escórias do regime de Dollfuss foram engolidas pelo sonho tóxico de uma Grande Alemanha, e a perseguição dos sociais-democratas austríacos não só foi retomada, mas atingiu um novo patamar terrível com o Holocausto. Não só os social-democratas eram um dos poucos partidos a aceitar judeus em suas fileiras, mas eles tinham um número de proeminentes judeus austríacos entre sua liderança. A herança habsburga de Isabel ofereceu-lhe um pequeno grau de protecção, ela e Leopoldo Petznek foram poupados da prisão, enquanto os seus filhos foram poupados ao serviço militar. Vivendo tranquilamente em sua vila em Hütteldorf, a guerra finalmente veio batendo em sua porta após a tentativa de assassinato de Hitler em 1944.

## Segundo casamento

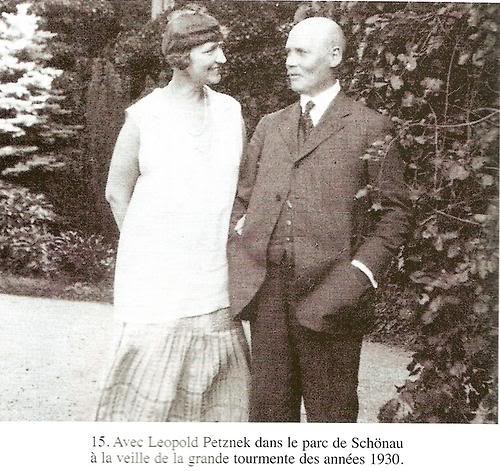
Isabel é seu segundo marido Leopoldo

Com apenas sete meses de conflito, Petznek foi preso pelos nazistas e enviado para o campo de concentração de Dachau como parte de uma busca geral de políticos, onde permaneceu até o campo ser liberado pelos americanos em março de 1945.
O fim da guerra não ofereceu tréguas à princesa e ao político. Sua villa ficava na zona ocupada francesa da Áustria e tinha sido confiscada pelo general Emile Béthouart para seu uso pessoal.
Apesar das dificuldades da vida na arruinada Áustria, Isabel Maria divorciou-se finalmente do seu primeiro marido e os dois casaram-se finalmente em 1948, em um cartório de Viena. Leopold Petznek tornou-se presidente do Tribunal de Contas do Estado, e Isabel Maria Petznek permaneceu ao seu lado até à sua morte em 1956.

## Curiosidade
- Uma ilha russa , na Terra de Francisco José , foi nomeada a partir de Isabel.

## Últimos anos
Sua própria saúde falhando e cada vez mais dependente de uma cadeira de rodas, a Arquiduquesa Vermelha tornou-se cada vez mais reclusa após a morte de Petznek. Sua própria mãe havia morrido em 1945, afastada dela, e Erzsi, de 80 anos, morreu em 16 de março de 1963 em sua vila nos arredores de Viena, distante de sua própria prole sobrevivente Estefânia e Francisco José.
Em sua demanda explícita foi enterrada com seu segundo marido em uma sepultura anônima simples em Viena não desejando lhe transformar um santuário para monarquistas ou revolucionários quando suas heranças, os enfeites, símbolos e luxos perdidos do Império Austro-Húngaro, e suas riquezas foram legadas ao Estado. Até na morte ela era sua própria dona. Ela tinha sobrevivido a duas Guerras Mundiais com sua terra natal presa em seu coração. Ela tinha visto o fim da Monarquia Dual e o barroco desmoronando desse mundo perdido dar lugar à república frágil. Ela tinha suportado a ascensão do fascismo e a terrível propagação das nuvens escuras do Nacional-Socialismo por toda a Europa.
Isabel Maria da Áustria "a Arquiduquesa Vermelha" era uma sobrevivente, mas não uma cínica, uma idealista, mas não uma tola, e os seus desejos eram simples: ela queria viver a vida que tinha escolhido para si mesma, com o homem da sua escolha.
E ela fez. Afinal, "Nada conta além de amor."

## Títulos, estilos e honras

### Títulos e estilos
- 2 setembro 1883 - 23 janeiro 1902: Sua Alteza Imperial e Real Arquiduquesa e Princesa Isabel Maria da Áustria, Princesa da Hungria e Boêmia
- 23 janeiro 1902 - 2 fevereiro 1948: Sua Alteza Imperial e Real Princesa Isabel Maria de Windisch-Graetz

### Honras
Áustria-Hungria: Dama da Ordem da Cruz Estrelada